# Lemna disperma
Lemna disperma är en kallaväxtart som beskrevs av Christoph Friedrich Hegelmaier. Lemna disperma ingår i släktet andmatssläktet, och familjen kallaväxter. Inga underarter finns listade.